# Листокрутка брунькова
Листокрутка брунькова (Tmetocera ocellana L.) — шкідливий метелик. Пошкоджує бруньки, листя, квітки і плоди яблуні, груші, сливи, вишні, черешні, абрикоса, персика, айви, а також деяких ягідних і лісових порід. Листокрутка поширена у всіх природних зонах України, завдає великої шкоди плодоносним і молодим садам, а також плодовим розсадникам.

## Опис
Маленький метелик, розмах крил досягає 14-18 міліметрів. Передні крила сірі, з широкою білою смугою посередині і кількома темними штрихами, задні крила бурувато-сірі. Яйця плоскі, мають вигляд блискучих прозорих крапельок, діаметр їх 0,7 міліметра. Гусениця темно-коричнева, з чорною голівкою і чорним грудним щитком, довжина її 9-12 міліметрів. Лялечка коричнева, з закругленим кінцем черевця, довжиною 6-8 міліметрів.

## Екологія
Зимують гусениці третього віку в білих павутинних коконах біля бруньок, в щілинах кори і в розгалуженнях гілок. Навесні, коли температура повітря досягне +8°С вище нуля, гусениці виходять з коконів, вгризаються в бруньки і пошкоджують їх. Після розпускання бруньок гусениці живляться листям і бутонами, стягуючи їх павутинням у щільний жмут. Всередині такого жмута міститься одна гусениця, яка робить собі чохлик з огризків листя і пелюстків. Після цвітіння дерев гусениці заляльковуються всередині жмутів з листя в павутинних коконах або ж забираються в розгалуження тонких гілочок і щілини кори і там заляльковуються. Через 9-15 днів з лялечок вилітають метелики. У степовій зоні України брунькова листокрутка починає літати в кінці травня і на початку червня, в Лісостепу і Поліссі — в першій — другій декадах червня. Метелики відкладають яйця (по одному) на верхній бік листків, одна самка відкладає до 185 яєць. Через 6-13 днів, залежно від погоди (температури повітря), з яєць виходять гусениці, які живуть між двома листками, скріпленими павутиною. У першому віці гусениця брунькової листокрутки жовто-зеленого кольору, з чорною головою і чорним грудним щитком. Вона вигризає м'якоть листка, залишаючи лише жилки, а також шкірку плода в тому місці, де прикріплений листок. Пошкоджені листки засихають, плоди деформуються.